# Yangqing
Yangqing är en köping i sydöstra Kina. Den ligger i Suixi härad i staden Zhanjiang i provinsen Guangdong, omkring 380 kilometer sydväst om provinshuvudstaden Guangzhou. Antalet invånare är 63 578. Befolkningen består av 30 533 kvinnor och 33 045 män. Barn under 15 år utgör 23,0 %, vuxna 15-64 år 65 %, och äldre över 65 år 10,0 %.